# 義和國
義和國（英語：Something Corporate）是一支1998年發跡於美國加州橘郡的搖滾樂團。樂團最後成員包括安德魯·麥馬漢（主唱、鋼琴師）、Josh Partington（主吉他手）、鮑比·安德森（節奏吉他手）、凱文·佩奇（貝斯）以及布萊恩·艾爾蘭（鼓手）。
組成樂團後，將錄製的樣本歌曲灌錄成小型獨立專輯《Ready…Break》。不久後，簽約MCA Records，但在Drive-Thru Records名下發售了首張EP《Audioboxer》。他們的第一首單曲《If You C Jordan》進入告示牌另類歌曲榜第29位。2002年6月8日，他們首張專輯《Leaving Through the Window》進入告示牌熱門潛力榜第1位，最終在告示牌200大專輯榜中排行第101位。
2004年，義和國沉寂，不再與唱片公司簽訂錄音合同。中斷期間，主唱麥馬漢另外成立副項目樂團Jack's Mannequin。2006年10月，在Jack's Mannequin的演出上，義和國短暫重聚并演奏了一小段。2009年12月，義和國正式宣佈於2010年重聚進行巡迴演出，並發售了精選輯《Played in Space: The Best of Something Corporate》。2010年8月3日，在密爾瓦基的巡迴演出中，麥馬漢宣佈，樂團成立10年以來，銷售總量已經超過100萬。

## 歷史

### 發跡及早期作品
1998年9月，三名Left Here樂團的前任成員：主唱兼鋼琴師安德魯·麥馬漢、貝斯手 Kevin "Clutch" Page以及鼓手 Brian Ireland，與主吉他手 Josh Partington、節奏吉他手 Reuben Hernandez 組成義和國。2000年9月獨立發行樣本CD《Ready…Break》。2001年3月27日，義和國正式宣佈更換樂團陣容，由威廉·泰爾替換Hernandez。
樂團與唱片公司MCA Records、Drive-Thru Records簽約，發售了首張EP《Audioboxer》。通過巡迴演出、淘兒唱片的店內演出以及2002年2月25日於Craig Kilborn主持的電視節目深夜秀演出的方式來推廣。EP主打歌“If You C Jordan”的MV由《美國處男》的克里斯·欧文擔任主演。

### 後期主要作品
2002年5月，義和國發售首張專輯《Leaving Through the Window》，專輯包括單曲“I Woke Up in a Car”和“Punk Rock Princess”。這張專輯榮登告示牌榜單熱門潛力榜（Top Heatseekers）第1位以及告示牌200大專輯榜中排行第101位。2002年11月，義和國發售了半小時長度的DVD《Something Corporate: A Year in the Life》。另外，於日本限定發售B面EP《Songs for Silent Movies》。
2003年10月，義和國發售第二張專輯《North》。該專輯於告示牌200大專輯榜中排行第24位。他們在占美·金梅直播秀上推廣該專輯，并演奏了“If You C Jordan”和“Space”，“Space”成為了該專輯後，唯一發售的單曲。2004年2月，威廉·泰爾被證實離開了義和國單飛，2004年5月20日，River City High樂團前任成員Bobby Anderson加入作為泰爾的替換。2004年5月20日，義和國在加州范朵拉的范朵拉劇院完成音樂會拍攝，發售第二張DVD《Live at the Ventura Theater》。2004年，鼓手艾爾蘭在泰爾離開義和國之後，協助泰爾完成首張專輯《You Can Hold Me Down》，包括鼓聲、編曲、和聲，艾爾蘭甚至跟隨泰爾的樂隊進行巡迴演出。

### 沉寂
2004年夏天，樂團在這幾年發展的路上越來越疲憊，決定休息。2005年，在Concert Pipeline電台採訪時，麥馬漢承諾休息並不是解散樂團：“我覺得我們只是到了該走的一步，像‘做一分鐘的自己’那樣，這并不是出於離開樂團或者解散樂團的目的，相反的是要把所有跟樂團相關的事物重新聯繫在一起。”在樂團沉寂期間，麥馬漢和安德森成立副項目樂團Jack's Mannequin，並於2005年8月發售專輯《Everything in Transit》，專輯完成那天，麥馬漢被確診患有急性淋巴性白血病，他後來已進入緩解。2008年，麥馬漢在Jack's Mannequin發售第二張專輯《The Glass Passenger》，該專輯在告示牌200大專輯榜中排行第8位，超越了以往在義和國的成績。主吉他手 Partington 亦成立了Firescape樂團，並發售了EP和錄音室專輯。2006年，艾爾蘭作為鼓手加入了路易斯安娜州的Streamline樂團，他為Streamline樂團2009年的EP《The Alchemist and the Arsonist》寫了兩首歌“Let Go”和“Anything”，但在2009年11月離開Streamline樂團。2011年6月21日，艾爾蘭與他的兄弟Derek、Matt Ireland以及朋友Zak Salazar組成的Live Oak Revue樂團發售EP《When the Dawn Breaks》，麥馬漢在歌曲“Sinner's Heart”與Live Oak Revue樂團合奏。
2006年10月14日，義和國作為加州波莫納迷惑音樂節特別嘉賓登場，演奏了“Konstantine”、“I Woke Up in a Car”和“Hurricane”。2007年，義和國樂團處於“動畫暫停”的狀態，麥馬漢在接受音樂雜誌《Alternative Press》採訪時表示，比起“創新”，他會以更多“懷舊”來創造另一個義和國樂團的記錄。

### 重聚
2009年12月3日，義和國樂團在音樂新聞網站AbsolutePunk宣佈，將於2010年3月28日在加州安納海姆的迷惑音樂節進行演奏。2010年2月22日，安德魯·麥馬漢在芝加哥藍調之屋宣佈將出席2010年5月15日的芝加哥迷惑音樂節。2010年3月29日，根據AbsolutePunk報道，2010年5月1日，義和國將會在新澤西州東盧瑟福迷惑音樂節演奏。
2010年2月，安德魯·麥馬漢宣佈，義和國樂團計劃在2010年春天發售精選輯。樂團回到錄音室，重新錄製了兩首在未發售專輯《Galaxy Sessions》的舊歌：“Letters To Noelle”和“Wait”，貓頭鷹城市的亞當·揚為歌曲“I Woke Up In A Car”重新混音，2010年4月27日，精選輯《Played in Space: The Best of Something Corporate》發售。2010年5月15日，義和國樂團在他們的官網宣佈2010年8月的重聚巡迴演出。

## 音樂作品

### 錄音室專輯
| 年份 | 專輯詳情                                                                                          | 排行榜位置 | 排行榜位置 | 排行榜位置 |
| 年份 | 專輯詳情                                                                                          | US         | US Heat.   | UK         |
| ---- | ------------------------------------------------------------------------------------------------- | ---------- | ---------- | ---------- |
| 2000 | Ready... Break - 發售日期：2000年9月15日 - 介質：CD - 廠牌：Coach House                           | —          | —          | —          |
| 2002 | Leaving Through the Window - 發售日期：2002年5月7日 - 介質：CD，卡式錄音帶 - 廠牌：Drive-Thru/MCA | 101        | 1          | —          |
| 2003 | North - 發售日期：2003年10月21日 - 介質：CD - 廠牌：Drive-Thru/Geffen                             | 24         | —          | 152        |

### 迷你專輯
| 年份 | 專輯詳情                                                                        |
| ---- | ------------------------------------------------------------------------------- |
| 2001 | Audioboxer - 發售日期：2001年10月2日 - 介質：CD - 廠牌：Drive-Thru              |
| 2003 | Songs for Silent Movies - 發售日期：2003年5月27日 - 介質：CD - 廠牌：Drive-Thru |

### 精選輯
| 年份 | 專輯詳情                                                                                             | US  |
| ---- | --- | --- |
| 2010 | Played in Space: The Best of Something Corporate - 發售日期：2010年4月27日 - 介質：CD - 廠牌：Geffen | 155 |

### 現場及映像專輯
| 年份 | 專輯詳情                                                                                    |
| ---- | ------------------------------------------------------------------------------------------- |
| 2002 | A Year in the Life - 發售日期：2002年11月5日 - 介質：DVD - 廠牌：Drive-Thru                 |
| 2004 | Live at the Ventura Theater - 發售日期：2004年11月9日 - 介質：DVD - 廠牌：Drive-Thru/Geffen |
| 2004 | Live at the Fillmore - 發售日期：2004年3月9日March 9, 2004 - 介質：CD, EP - 廠牌：Geffen    |

### 單曲
| 年份 | 歌曲               | 排行榜位置 | 排行榜位置 | 所示專輯                   |
| 年份 | 歌曲               | US Alt.    | UK         | 所示專輯                   |
| ---- | ------------------ | ---------- | ---------- | -------------------------- |
| 2002 | Forget December    | —          | —          | 無專輯單曲                 |
| 2002 | If You C Jordan    | 29         | 68         | Leaving Through the Window |
| 2002 | Hurricane          | —          | —          | Leaving Through the Window |
| 2003 | Punk Rock Princess | —          | 33         | Leaving Through the Window |
| 2003 | Space              | 37         | —          | North                      |
| 2004 | Ruthless           | —          | —          | North                      |

### 無專輯單曲及未發售專輯
- 2001年專輯：Galaxy Sessions
- 單曲：Just like a Woman（翻唱自卜·戴倫）收錄於2005年專輯《Listen to Bob Dylan: A Tribute》

## 外部連結
- SomethingCorporate.com 官方網站
- Something Corporate 於 PureVolume
- Something Corporate (義和國) （页面存档备份，存于） 於 KKBOX